# 有働由美子
有働 由美子（うどう ゆみこ、1969年〈昭和44年〉3月22日 - ）は、日本の女性フリーアナウンサー、ジャーナリスト。元NHKエグゼクティブアナウンサー。チャッターボックス所属。

## 略歴

### 生い立ち
鹿児島県日置郡伊集院町生まれ。両親は熊本県の出身。4歳まで鹿児島県に居住。妹が1人。その後、兵庫県、大阪府で育つ。
大阪府立北野高等学校、神戸女学院大学文学部総合文化学科 卒業。
中学・高校時代は剣道部所属。大学では大学祭実行委員として、イベントの裏方をしていた。

### NHK時代
1991年（平成3年）4月、NHKへ入局。大阪放送局に配属。最初はスポーツを担当。
1994年（平成6年）3月、東京アナウンス室へ異動。以降、入局3年目となる同年から担当した『NHKニュースおはよう日本』をはじめ『サタデースポーツ』『サンデースポーツ』『NHKニュース10』『あさイチ』やオリンピックの中継などで、キャスターを担当することになる。
2001年（平成13年）から2003年（平成15年）までは、『NHK紅白歌合戦』で紅組司会を担当。
2002年（平成14年）4月1日、『NHKニュース10』のスポーツ担当を2006年（平成18年）3月31日まで務める。
2004年（平成16年）3月29日には『NHKニュース10』のメインキャスターに就任し、2006年（平成18年）3月31日まで務める。
2006年（平成18年）4月からは、スポーツや報道の現場を離れると同時に小川浩司と共に『スタジオパークからこんにちは』の司会を務める。その後、小川が体調を崩したこともあり、有働が単独でゲストとトークを行うスタイルが確立された。2007年（平成19年）度にはパートナーが遠藤亮に交代した。
2007年（平成19年）6月、アナウンサー職のままニューヨークのアメリカ総局へ異動。これは、アナウンサー職のまま特派員になる初事例であった。アメリカ滞在中の2008年（平成20年）6月16日付で管理職に昇格した。2010年（平成22年）春、アメリカ総局から東京アナウンス室へ復帰。
2010年（平成22年）3月29日、新番組『あさイチ』の初代メインキャスターに就任し、2018年（平成30年）3月30日まで担当。
2012年（平成24年）から2015年（平成27年）の紅白歌合戦では、総合司会を務める。
2013年（平成25年）2月1日、『TV60 日テレ×NHK 60番勝負』の番組宣伝のため日本テレビ『PON!』に出演、NHKの現職女性アナウンサーが民放在京キー局制作の情報番組に出演するのは史上初。

### フリー転身以降
2018年（平成30年）3月31日、27年間在職したNHKを退職。退職後はジャーナリストとして活動する意向とのことであった。
NHK退職後の同年4月26日、くりぃむしちゅーやマツコ・デラックスが所属する事務所であるナチュラルエイトに所属することを発表。また、同年5月30日に放送されたテレビ東京の『マツコ、昨日死んだってよ。』でナレーションを担当、フリー転身後NHK以外への初の出演となった。
2018年（平成30年）10月、日本テレビ『news zero』のメインキャスターに就任。2024年（令和6年）3月28日まで務めた。
2019年（令和元年）11月9日、天皇の即位を祝う「国民祭典」の祝賀式典の司会を俳優の谷原章介と共に務めた。
2022年（令和4年）8月中旬から、『news zero』でウクライナ情勢の取材の為、ウクライナの首都キーウへ渡航し、現地中継で伝えた。
2024年（令和6年）6月15日、一般社団法人 日本車いすラグビー連盟の理事に就任。

## 人物
身長162cm。血液型はO型。
趣味
読書、温泉、旅行、料理など多数。
グルメなど
酒好きである。2023年（令和5年）11月5日、日本一を決めた阪神タイガースの祝勝会に取材で参加し、ビールかけを体験したが、翌日の「news zero」の生放送で「やっぱりビールは頭からかけられて飲むんじゃなくて、普通に飲むほうが旨い」と感想を語っている。
特技
茶道、早食い。
武道
剣道（2段）
ファン歴
- 久米宏のファンであり、学生時代は久米がメインキャスターを務めたテレビ朝日『ニュースステーション』[注釈 8]をよく視聴していた。その後、『ニュースステーション』の裏番組『ニュース10』のキャスターとなっている[30]。
- 長年サザンオールスターズのファンである[31]。
- TBSドラマ『逃げるは恥だが役に立つ』の大ファンである[32]。
- チェッカーズのデビュー以来のファンである。特にボーカルの藤井郁弥の熱狂的なファンであり「人生で唯一、追っかけをした」「結婚したいと本気で考えたほど」好きなアーティストであると語る[33][34]。チェッカーズ解散後、藤井がソロ歌手として活動を始めてからも継続して応援している[35]。

その他、私的な生活や内面については「#プライベート」の節で記述。

## エピソード

### キャリア関連
- 小学生の頃から、「新聞記者のように、人の知らないことを誰かに伝える仕事をしたいと思っていた」という。大学生の時に湾岸戦争が勃発。戦火の中、世界中のテレビ局の特派員が戦況を伝えている姿を見て、テレビの世界のジャーナリズムに憧れ、アナウンサーを志望するようになった[36]。
- NHK以外のテレビ局のアナウンサー試験も受験し、幾つか内定が出ていたが、得意の英語を活かすため海外に放送局を沢山持つNHKを選んだ[37]。
- 初任地の大阪では、アナウンサーとしての発音やアクセントが下手で、先輩はもとより視聴者にも怒られたという。「やっぱり私なんてテレビに出るアナウンサーになんかなっちゃいけなかったんだ」と、将来が不安で別の進路を真剣に考えたこともあったが、先輩の指導と、取材先の中高年者の「そのうち上手くなるかもしれへんから」の言葉に支えられ、何とか続けてこられたと話す<[36]。
- 1994年リレハンメルオリンピックのスキージャンプラージヒル団体日本選手団最終ジャンパーで失敗ジャンプに終わった原田雅彦が、嫌がらせの電話が自宅にもかかってくるほどバッシングを受ける中、原田の妻に「心ない言葉をかけられ、おつらいとは思いますが、陰ながら応援しております」と激励の手紙を送った[38]。
- 1998年長野オリンピックでは、スキージャンプラージヒル団体優勝直後の日本選手団にインタビューした。
- 2000年シドニーオリンピック100kg級決勝での篠原信一の誤審による敗退を涙ながらに伝えた[39]。
- 数多くの結婚式の司会も担当してきた[40]。
- 自身の声を「低い」と認識している[41]。
- アメリカ総局時代、母国語以外で生活することに大変苦労したという。「ようやく英語での生活に慣れた頃、東京復帰を命じられた」とも述べている[42]
- NHK時代末期の2013年（平成25年）時点での年収は1300万から1500万程度とされているほか、将来は局内の出世コースに乗るとも言われていた[43][44]。
- 2016年（平成28年）4月開始の『クローズアップ現代+』のキャスターに起用される予定だった[45][46]が、見送りになったとされる[47]。
- NHK時代にはフリー転身の噂が絶えなかった[48][49]。
- NHK退職を考えていた2017年（平成29年）夏頃、大阪局時代から親しくしていた新人時代の指導係でもあった先輩の堀尾正明[注釈 9]に相談をしていた[50][51]。
- テレビ東京の2018年（平成30年）12月29日放送『マツコ&亨のビューティー言いたい放題』に出演した際、「管理職への移動を打診されたことがNHKからの退職を考えるきっかけとなった」「マツコ・デラックスに退職について在局中から相談していたこともあり、同じ事務所に所属することにした」と語った[52]。

### 『あさイチ』関連
- 生活情報番組『あさイチ』への出演について、「独身で結婚も子育ても経験のない自分では通用しないんじゃないか、番組には生放送中に視聴者の方からFAXやメールが届きますが、その内容も主婦経験のない私がきちんと受け止められるのか、不安でしたし、今も不安です。でも悩んだ末に、自分に分かることしか分からないし、分からないことは分からないとはっきりと示して、放送中でも視聴者を含めた誰かに素直に聞けばいいんだと開き直りました。だから番組中に視聴者の方に怒られることもしばしばです。でもそれを恐れずに正直なスタンスで臨むようにしています」と語っている[36]。
- 番組開始前、キャスターパートナーが20th Centuryの井ノ原快彦だと知った際、「アイドルと一緒に司会と聞いて、こりゃ偉いことになった」と思っていた。司会といってもあくまで“お飾り”と思い、コメントを用意したり、失言をフォローしたり、機嫌をとったりしなくてはならないだろうと頭を抱えていた。しかしその後、「今や、私の方が失言する。私の方が機嫌を取ってもらっている。私の言葉足らずを、イノッチがフォローしてくれる」と発言している[53]。
- 2010年（平成22年）の「垂れ乳」特集の後、朝のジョギングの時に、人があまりいないことを確認しながら両手で胸を押さえて走るようになったことがあった[54]。
- 2013年（平成25年）5月2日付の『あさイチ』ブログに「要望が多ければ自分の『ヌード』をブログに掲載する」と綴り、話題を集めた[55]。
- 2013年（平成25年）9月20日放送分に能年玲奈がゲスト出演した際、能年に変顔や白目をやるよう要求しそれを実際にさせた。これについて『週刊文春』2013年10月3日号は「有働は“聞く力”ゼロ」と評した[56]。
- 『週刊朝日』2014年1月3日号や1月10日号などのメディアにおいて、2014年（平成26年）春を以って有働が井ノ原と揃って『あさイチ』を降板する可能性があることが報じられた[57]。しかし、実現しなかった。
- 2014年（平成26年）3月28日放送分にAKB48グループの総合プロデューサーである秋元康がゲスト出演した際、秋元から30代以上の女性をAKB48のメンバーに起用する「大人AKB」の企画を紹介され、メンバー就任に意欲を見せる発言を行った[58]。
- 2016年（平成28年）7月15日放送分で「トイレでお漏らしをして下着を汚した」と発言し、視聴者から苦情が寄せられ、謝罪するという一幕があった[59]。
- 2016年（平成28年）10月19日放送分で「幸せ自慢の年賀状」について、否定的な発言をした[60]。
- 『あさイチ』降板日となった2018年（平成30年）3月30日では、前日に飲酒をした影響で声が出ないという失態を犯した[61][62]。
- 『あさイチ』降板後も井ノ原とは、メールをするなど交流を続けている[63]。

### 脇汗関連
- 『あさイチ』の本番中に多量の脇汗をかき、それが衣服に染みてはっきりと見て取れることがネットコミュニティ等でも話題となった。2011年（平成23年）5月27日には本番中に「脇汗を平気で見せて信じられない。同じ女性として見ていられない」という苦情FAXを自身が読み上げる事態にまでなった[64]。
- 上述の脇汗苦情FAXの紹介の反響が大きかったことを受け、同年6月7日火曜日『あさイチ』において「番組冒頭：なぜか気になる ワキ汗」として特集を組み、多汗の専門医や、対策用品を出しているメーカーに取材し、「何故脇の汗は気になるのか、そしてどう対策するのが良いか」を紹介するに至っている[65]。これがきっかけとなり、ライオンはBanの新商品を開発することとなった[66]。
- 2011年（平成23年）6月11日の『あさイチ』ブ〜ログ「ワキアセと涙」において、「一応まだ自分では嫁入り前のつもりでおりますので、今後出会うであろう、いや絶対出会うはずの"王子様"が、ワキアセ嫌いな人だったらどうしよう、、と心病んでおります。（もう遅いか）」と記載されている[67]。
- また福山雅治がニッポン放送『魂のラジオ』内で「有働アナはワキガではなく脇汗」ということを話すと、『あさイチ』宛に「『魂のラジオ』を聞いた者がワキガは恥ずかしいことではない」と勘違いしたままの葉書が届いた[68]。

### NHK紅白歌合戦関連
- 通算7度司会を担当しており、これは女性の最多記録である。2000年（平成12年）は審査員リポート、2001年（平成13年）から2003年（平成15年）は紅組司会、2008年（平成20年）はアイルランドから中継出演したエンヤのリポート、曲紹介、2012年（平成24年）から2015年（平成27年）は総合司会、2017年（平成29年）は横浜アリーナから中継出演した桑田佳祐のリポートを担当。
- 2003年（平成15年）はNHK紅白歌合戦（以下、紅白）初の紅組完封敗戦の回を後輩の膳場貴子と共に担当。2004年（平成16年）2月11日に再放送された際、直後に繰り上げ開始されたNHKニュース10で、中日ドラゴンズ監督の落合博満にインタビューするためキャンプ地の沖縄県から中継したが、番組冒頭、紅白で着用した腕なしのドレスを纏い、中にボールが入った当時の籠で完敗決定の瞬間を再現した後すぐに普通の衣装に着替える。
- 紅白の司会を務める際は、本番で着用する衣装に総額数千万単位の予算をかけることもある[69]。2003年（平成15年）の紅白においては、6000万にも及んだとされる[70]。
- 紅白の司会に起用されているが、2005年（平成17年）夏発売の週刊誌に「大御所歌手への配慮が必要なこと」「着替え場所がしっかり整っていない」という点から本人は紅白の司会を嫌っていると報じられたことがある[71]。
- 紅白で紅組司会を務めた2001年（平成13年）から2003年（平成15年）には、本番前に全紅組歌手に手紙を書いて渡した[注釈 10]。2003年（平成15年）を最後に紅組司会を退いてから2012年（平成24年）に総合司会として司会復帰するまでの9年間、大晦日は毎年紅白を視聴し「進行が遅れている」等と思いながら観ていた事もあったほか、2011年（平成23年）の紅白での芦田愛菜と鈴木福による薫と友樹、たまにムック。が歌う「マル・マル・モリ・モリ!」歌唱時には、テレビの前で自身の甥とともに歌に合わせて踊っていたと述べている[72]。
- 紅白司会をはじめ各番組の進行、仕切り、時間の読み[注釈 11]に関しては完璧なアナウンサーであるという褒めコメントをバーニングプロダクションの制作プロデューサーである平野昌一がコメントしている。また有働本人も平野との親交が深い[73]。
- 初司会となる2001年（平成13年）以前の数年前から司会候補に挙がっていた[74]。2004年（平成16年）も紅組司会を続投する予定だったが、急遽変更され交代になったとされている[75]。2010年（平成22年）、2011年（平成23年）にも司会正式発表以前に総合司会起用が有力であると複数メディアに報じられたが、選出はなかった[76]。総合司会を務めた2015年（平成27年）では当初紅組司会の予定だったとされる[77]。2016年（平成28年）も当初、紅組司会や総合司会の有力候補に挙がっていたが、最終的に見送られた[78]。2017年（平成29年）も紅組司会や総合司会の有力候補に挙がっていたとされる[79]。

### 民放関連
- 民放での番組初出演となった先述の『PON!』出演時、「（スタジオが）狭いですね…」「民放さんってお金があるので（スタジオは）もっと広いのかなぁ、と思ってたんですけど…」などと毒舌気味に発言した。これについてNHK関係者は「あの発言は有働さんの“ネタトーク”です。（中略）あの発言を真剣に受け止めて怒る人はいないんじゃないですか?」と語っている[80]。

### 野球関連
- 阪神ファンである[81]。中でも佐藤輝明選手を特に応援しており、news zeroやうどうのらじおなどで、佐藤のことを『テルテル』と呼んで応援している。
- 父親が生粋の読売ジャイアンツファンであり、幼少期より父に巨人戦ばかり視聴させられてきたため、その反発で阪神ファンとなり、同時にアンチ巨人にもなった。一方で1997年（平成9年）、『サタデースポーツ』『サンデースポーツ』を担当するにあたり巨人の宮崎キャンプを取材した際、当時巨人監督の長嶋茂雄と会話し、以後「長嶋監督、好き!」という気持ちになった[注釈 12][82]。
- 2006年（平成18年）4月23日、BSハイビジョンでのNHKプロ野球「読売ジャイアンツ対阪神タイガース」の中継で初めて実況を担当[83]。

### 交友、同僚ほか
- 日本テレビ報道局社会部専門副部長の記者で、元アナウンサーの笛吹雅子とは大学の同級生で交友がある[84]。2018年（平成30年）11月30日放送『news zero』では、皇室担当の笛吹と共演した[85]。
- NHKの同期入局アナウンサーは武内陶子、兼清麻美、黒崎めぐみ、山本志保、池田達郎、武田涼介、中谷文彦、松本和也、大野克郎、若林則康、河島康一、伊藤憲、髙橋徹ほか
- 『あさイチ』の裏番組フジテレビ『情報プレゼンター とくダネ!』の総合司会である小倉智昭とは、コンサートで顔を合わせることがあるが、あまり口を利かないという。小倉は有働をライバル視していた[86][87]。小倉が2017年（平成29年）5月30日放送の『ごごナマ』で有働のことをライバルと公言した後、有働は小倉に「ライバルなんて言っていただいて光栄です」と手紙を送った。小倉はこの手紙を宝物として飾っている[88]。
- フジテレビアナウンサーの山﨑夕貴[注釈 13]と何度か食事をしたことがある[89]。
- NHK退職後の2018年（平成30年）8月、プラン・インターナショナルのチャイルドスポンサーとして交流していたウガンダのチャイルドと対面を果たした[90]。

### プライベート
母親の存在
- 仕事で躓くと母親に電話し、励ましてもらうことが多かった。
- 2011年（平成23年）9月に母親を癌で亡くした[注釈 14]。 母親の死後、もっと良い治療法があったのではと後悔することがあるが、「痛みから解放され、天国から私を見守っているのだ」「母はもう幸せなのだ」という言葉をあらゆる本から探し、自らの心を慰めた。一方で、科学者の説く「死後は意志も意識もない、ただ灰になるのみ」という言葉に逆恨みに近い感情を覚えたという[91]。

異性関係
- 父親は厳格者で、有働が大学生になってからも男女交際は事実上禁止、門限は20時半と決められていた[92]。
- 未婚だが、何度か交際を報道されたことはある。特に2000年（平成12年）秋の石井琢朗との交際時は、巻き髪のカツラを被りサングラスも着用した変装をして、合鍵を手に石井の自宅に入る様子をカメラに撮られ、両者の交際が発覚したという逸話がある[10]。
- 2011年（平成23年）秋、『アサ芸プラス』は同時期に有働が親しい局内のベテランスタッフに「下は30歳から、上は還暦までOKです」などとアピールをしているとのNHK関係者の話を掲載した[93]。
- 2013年（平成25年）11月、同月下旬に地方企業で役員を務める5歳年下の青年実業家と手つなぎデートを楽しんだ有働が、そのまま2人仲良く有働の自宅マンションで“お泊まり”するラブラブぶりを見せたところをキャッチされた[94]。以後、『あさイチ』内で共演者からこの件で弄られることも多かった。ただし、有働はこの男性との結婚には極めて消極的だと言われた[95]。この男性とは後に破局したと言われた[96]。だが、実際は交際を続けているとも書かれた[97]。

出産への思いの変遷
- 2016年（平成28年）5月18日に『あさイチ』で「女性リアル　どう思う？“子どもがいない”生き方」という特集が組まれた回では、番組冒頭で「去年ようやく出産の可能性を諦め、やっとひとりで生きて行く自信が出てきた」と発言[98]。ほかにも逐次、そうした境地に至るまでの経緯も振り返り、2007年（平成19年）から特派員としてニューヨークに派遣されていた当時のことを思い出しつつ「体調が悪くて病院行ったら産婦人科に回されて、『あんたこのままのペースで仕事していたら、卵巣がダメになって出産できませんよ』と言われた。何かとんでもない間違いをしたというか、産む可能性、機能があるのに無駄にしたんじゃないかと思って、気が狂っちゃうほど泣いたりして、病院に通った」「仕事との兼ね合いで、《産みたい気持ち》が行ったり来たりしていた」「昨年ぐらいから『もう無理かな』とやっと気持ちがフラットに落ち着いた」など、自身の体験や気持ちの変遷を、みずから分析しつつ視聴者に明かした[98]。

## 出演
太字は現在出演中。

### フリーアナウンサー転身後

#### テレビ
- マツコ、昨日死んだってよ。 （2018年5月30日、テレビ東京） - ナレーター[99]
- ザ・プレミアム 行くぞ!最果て!秘境×鉄道 〜疾走!シルクロード〜（2018年7月14日、NHK BSプレミアム） - ナレーション[100]
- news zero（日本テレビ） - メインキャスター
  - 月 - 金曜担当（2018年10月1日 - 2022年9月30日）
  - zero選挙（2019年7月21日、2021年10月31日）
  - 月 - 木曜担当（2022年10月3日 - 2024年3月28日）
- サントリー1万人の第九2018（2018年12月29日、毎日放送制作、TBS系列） - 朗読[101]
- マツコ&亨のビューティー言いたい放題（2018年12月29日、テレビ東京） - ゲスト[52]
- 嗚呼!!みんなの動物園（2022年4月9日 - 、日本テレビ） - ナレーター
- with MUSIC（2024年3月30日 - 、日本テレビ） - MC[102]
- 24時間テレビ 「愛は地球を救う」（日本テレビ）
  - 第46回（2023年8月26日、27日）
  - 第47回（2024年8月31日、9月1日）[103]
- 有働Times（2024年10月6日 - 、テレビ朝日） - メインキャスター[104][105]
- おしゃべり小料理ゆみこ（2023年7月8日 - 、毎日放送）小料理屋女将（不定期の土曜日放映）[106]

#### ラジオ
- うどうのらじお（2020年7月10日 - 、ニッポン放送） - パーソナリティ
- 上柳昌彦 あさぼらけ「ウルトラヒットの道標」（2025年4月18日、21日 - 25日、ニッポン放送） - ゲスト[107]

### 日本放送協会時代
- NHKニュースおはよう日本（1994年4月 - 1997年3月） - メインキャスター[注釈 15]
- サタデースポーツ、サンデースポーツ（1997年4月 - 2002年3月） - メインキャスター
- 連続テレビ小説『天うらら』（1998年4月6日 - 10月3日） - ナレーション
- NHKニュース10（2002年4月 - 2006年3月）

※ 2004年3月まではスポーツ専任。それ以後はメインキャスターとスポーツの兼任。
- スタジオパークからこんにちは（2006年4月 - 2007年6月1日） - 司会
- 木曜時代劇『夏雲あがれ』（2007年） - ナレーション[注釈 16]
- もしも明日…（司会）
  - 家族の葬式をする事になったら（2010年8月13日）
  - 家族が失業したら（2012年3月17日） - ネプチューンの原田泰造と共同司会
- 思い出のメロディー（2011年、2017年） - 司会
- 明日へ -支えあおう- 逢いにいくよ〜妻を探して海へ〜（2014年9月7日） - ナレーション
- ナミブ砂漠 神秘の赤い大地（2015年5月19日） - ナレーション
- 世界で一番美しい瞬間（2014年度） - ナレーション（旅人が男性の時に担当）
- NHK紅白歌合戦（2000年 - 2003年、2008年、2012年 - 2015年、2017年）
- 真田丸（2016年） - ナレーション[注釈 17][109]。
- 震災から○年 "明日へ"コンサートシリーズ（2012年 - 2016年） - SMAP時代の中居正広と共同司会
  - 北米大陸1700キロ（2017年2月11日）[110][111]
  - メキシコ・チワワ太平洋鉄道（2017年7月26日）[112]
- 龍の歯医者（2017年2月18日、2月25日） - ナレーション
- あさイチ（2010年3月29日 - 2018年3月30日） - メイン司会
- NHKスペシャル（不定期）
- 100年インタビュー（聞き手）
- SONGS（ナレーション、随時）

### 映画
- 記憶にございません!（2019年9月13日、東宝） - 夜のニュースキャスター（近藤ボニータ） 役
- 孤狼の血 LEVEL2（2021年8月20日、東映） - 声のみ出演

### CM
- みずほフィナンシャルグループ「みつけた、みずほの渋沢栄一」（2024年7月3日 - ）[113]
- 宝酒造 発酵蒸留サワー アンバサダー（2024年9月 - ）[114]

## 著書
- 有働由美子『ウドウロク』新潮社、2014年10月30日。ISBN 978-4-10336-631-7。

自身のプライベートや心情を綴っている。編集の効かない生放送番組『あさイチ』において、思ったままに毒を含む感想を述べる有働に対しスタッフが「黒有働」と呼んでいた。その「クロウドウ」を逆に読んだものが本著書のタイトルとなった。
2018年4月27日に文庫版が刊行され、「人生で一番悩んだ決断」について加筆されている